# Financiamento climático na República Democrática do Congo
O financiamento climático na República Democrática do Congo compreende uma mistura do Programa de Investimento Florestal (FIP) e financiamento de origem nacional e internacional para sustentabilidade, controle e resiliência às mudanças climáticas. A RDC tem altas temperaturas e diminuição de precipitação, o que a torna propensa a inundações e secas. É por isso que as mudanças climáticas afetam a população, a agricultura, a saúde e a diversidade biológica, com um risco à saúde de cerca de 40%. A RDC investiu US$ 10 milhões para melhorar as atividades de preservação florestal e o desenvolvimento de uma economia verde.
40 milhões de pessoas que dependem da Bacia do Congo para alimentação, saúde, meios de subsistência e serviços ecossistémicos podem provavelmente passar fome e pobreza com o aumento das alterações climáticas.
O Banco Mundial, ao comentar a questão climática na RDC, observou que "as perdas econômicas podem chegar a 17% do PIB até 2050 se não forem adotadas reformas para diversificar a economia e atrair mais investimentos climáticos. Os impactos climáticos também podem aumentar os custos totais com saúde de US$ 92 milhões em 2010 para US$ 260 milhões até 2050". A organização propôs uma agenda de quatro pontos para ajudar a RDC. Trata-se de infraestruturas e serviços mais fortes e ecológicos, de uma educação mais preparada para o clima, de sistemas de saúde e de serviços sociais, de mais investimentos em capital natural e de uma melhor governança climática para alavancar os mercados de carbono.
A indicação é que todos os setores precisam fazer parte do ecossistema climático para ajudar a RDC a financiar e mitigar o clima. O PNUD afirmou que os países precisam de mais financiamento para suas metas climáticas do que podem obter internamente. No seu relatório de 2009, os países de alta renda com uma contribuição histórica significativa para as alterações climáticas haviam se comprometido a arrecadar US$ 100 bilhões todos os anos até 2020 para financiar ações climáticas nos países de baixa renda.
O relatório do PNUD afirmou que 50% do financiamento de mitigação monitorado na África entre 2011 e 2021 veio de BMDs (US$ 37 bilhões) e 45% de fontes bilaterais (US$ 33,47 bilhões). No entanto, o documento também afirmou que a África Central tem a menor população entre as sub-regiões da África e recebe a menor quantia de financiamento climático; é nesta parte do continente que se situa a RDC.

## Contexto
Em 2013, a República Democrática do Congo chegou a ser classificada como o país mais pobre do mundo; o recém-criado Ministério do Meio Ambiente precisa capacitar o país e o governo para gerir o financiamento climáticos, segundo o Fundo Verde para o Clima. O país necessita do apoio de organismos locais e internacionais para atenuar os seus problemas climáticos.
A RDC possui metade das florestas da África, com grandes recursos de água doce e reservas minerais. Tudo isso é essencial para uma transição verde. Isso o torna um potencial país de soluções climáticas, segundo o Banco Mundial, que também declarou: "As florestas da RDC podem gerar um valor estimado de US$ 223 bilhões a US$ 398 bilhões por ano a partir do carbono armazenado e dos serviços ecossistémicos associados, necessários para mitigar os impactos de catástrofes e aumentar a resiliência das comunidades da RDC. No entanto, se não forem protegidas, a perda de 40% da sua extensão atual poderá significar que o setor de Uso da Terra, Mudança no Uso da Terra e Florestas (LULUCF) da RDC se tornará uma fonte líquida de carbono e deixará de ser um sumidouro. O custo total para o mundo de tal perda de reservas de carbono — e, portanto, da capacidade das florestas de prestarem serviços de sequestro de carbono — seria de cerca de US$ 95,3 bilhões de dólares."
De acordo com o Centro de Cooperação Internacional, "a RDC abriga zonas húmidas, incluindo o maior complexo de turfeiras tropicais, cobrindo aproximadamente 123.750 quilómetros, ou 75% da Bacia do Congo". Estas zonas necessitam de proteção contra as alterações climáticas para conservar os espaços naturais e culturais do país, de modo a permitir o crescimento económico e o desenvolvimento sustentável.

## Finanças governamentais na República Democrática do Congo
Em 2015, o governo da República Democrática do Congo assinou um acordo de doação com o Fundo Verde para o Clima, que forneceu a quantia de US$ 300 mil para capacitação no país africano. O Ministro do Meio Ambiente, Conservação da Natureza e Desenvolvimento Sustentável do país esteve presente durante a assinatura. Este fundo destinava-se a desenvolver a capacidade institucional, incluindo as competências técnicas e operacionais para o envolvimento.
Em 2020, a República do Congo assinou um acordo de Privilégios e Imunidades com o Fundo Verde para o Clima, tornando-se assim o 24º país a fazê-lo. A importância do documento reside na eficácia da operação e das atividades com o fundo de investimento. A República Democrática do Congo foi um dos 158 países, incluindo a União Europeia, que assinaram o Compromisso Global sobre o Metano com o comprometimento de reduzir as emissões globais de metano antes de 2030, mantendo o limite de aquecimento de 1,5 °C dentro do seu alcance. A adesão se deu em 2021,
A RDC fez parte dos 130 países que assinaram a Declaração dos Líderes de Glasgow sobre Florestas e Uso da Terra, para acabar com a perda de florestas e a degradação da terra até 2030. Também assinou uma nova Declaração sobre Florestas, Agricultura e Comércio de Commodities (FACT, na sigla em inglês), que foi apoiada pelo Reino Unido e pela Indonésia. A Declaração dos Líderes prevê, entre outras medidas, US$ 12 bilhões em financiamento público para a proteção, restauração e gestão sustentável das florestas de 12 países mais US$ 7,2 bilhões em investimentos privados de fundos corporativos e filantrópicos. Desses US$ 19,2 bilhões, pelo menos US$ 1,5 bilhão foram destinados especificamente para proteger as florestas da Bacia do Congo.
Em 2022, a RDC foi um dos países em desenvolvimento que contribuiu para a mitigação do aquecimento global. Embora os países desenvolvidos tenham arrecadado US$ 116 bilhões para ajudar e apoiar as mudanças climáticas nos países em desenvolvimento, a RDC recebeu somente US$ 750 milhões, sendo 500 milhões provenientes da Iniciativa Florestal da África Central (CAFI, na sigla em inglês), conforme previsto na na segunda carta de intenção. Um relatório do Center on International Cooperation (Centro de Cooperação Internacional, em tradução livre) afirmava que a RDC tinha um déficit no financiamento climático devido à oposição combinada dos doadores à exploração madeireira e de petróleo. Isso criou no país uma percepção de que o financiamento climático seria uma "conspiração internacional" contra o país, que era visto como "vítima" de uma troca desigual.

## Financiadores internacionais
Em 2015, o Fundo Verde para o Clima aprovou solicitações de cerca de vinte países em desenvolvimento que escolheram o PNUD, o UNEP e a GIZ como parceiros para realizar as atividades do seu programa. Esperava-se que isso permitisse a concessão de até US$ 5,4 milhões em subsídios aos países em desenvolvimento no âmbito do Fundo Verde para o Clima. Com isso, o PNUD recebeu seu primeiro desembolso de US$ 1,35 milhão para oito países: RD do Congo, Bangladesh, República Centro-Africana, Guiné, Índia, Libéria, Timor-Leste e Suazilândia.
Em 31 de dezembro de 2023, dados do Fundo de Investimento Climático (CIF) revelaram que ele aprovou três projetos para a RDC no valor de US$ 28,5 milhões e esperava um cofinanciamento de US$ 96,15 milhões. Esperava-se que o cofinanciamento viesse do Governo (8,56%, 8,24 milhões), do MBD (85,65%, 82,35 milhões) e do setor privado (5,79%, 5,56 milhões).
A USAID apoiou a República Democrática do Congo na melhoria da energia renovável como parte do apoio à mitigação climática. As áreas de financiamento incluíram novas agências reguladoras de energia, apoio na elaboração de leis, decretos, ordens e regulamentos; fornecer acesso à eletricidade limpa e renovável para famílias e empresas e reunir US$ 2,25 milhões em investimentos para projetos de energia limpa.

## Acordo de Paris
A República Democrática do Congo assinou em 22 de abril de 2016, e ratificou em 13 de dezembro de 2017, o Acordo de Paris; documento que salvaguarda observa os Objetivos de Desenvolvimento Sustentável (ODS), o crescimento econômico e a melhoria dos meios de subsistência. Assim, em 2015, a República Democrática do Congo apresentou seu novo plano de ação climática à Convenção-Quadro das Nações Unidas sobre Mudanças Climáticas (CQNUAC). Parte do acordo era garantir uma temperatura média global de 2 graus Celsius para o desenvolvimento sustentável.